# Kopciuszek (serial telewizyjny)
Kopciuszek – polski serial obyczajowy, wyświetlany w TVP2 od 4 września 2006 do 27 kwietnia 2007.
Z powodu niskiej oglądalności emisję serialu zawieszono na 56. odcinku, który zakończył się cliffhangerem.

## Emisja
- Odcinki 1–29 od września 2006 do grudnia 2006 w poniedziałki i wtorki o 21.05 (odcinek 2. wyjątkowo w niedzielę).
- Odcinki 30–43 w styczniu 2007 od poniedziałku do środy o 18.15.
- Odcinki 44–50 w lutym i marcu 2007 w soboty ok. 18.00.
- Odcinki 51–56 w kwietniu 2007 w piątki po dwa odcinki o 15.45 i 16.10.

## Fabuła
Akcja serialu rozpoczyna się, gdy pewna zakonnica przynosi do domu dziewczyny sakiewkę. Owa skrzynia skrywa wielką tajemnicę. Otóż zdolna dziewczyna z Kalinowa – Blanka Kowalczyk – dowiaduje się, że jej rodzice nie są jej biologicznymi rodzicami. Postanawia ich odnaleźć. W tym celu ucieka z domu i zostawia swoich rodziców oraz kochającą babcię, ukochaną cukiernię i przyjaciół. Będąc w Lublinie błąka się po ulicach. Dzięki sakiewce odnajduje kolejne osoby i kolejne tropy po których podąża. Wkrótce odnajduje swoją biologiczną matkę i ojca. Okazuje się, że jej matka ma córkę Nikę. Cała wędrówka dobrze się kończy. Dziewczyna odnajduje swoją miłość – Maxa oraz wsparcie w Elżbiecie i Konradzie – pierwszych rodzicach i w przyjaciółkach. Wraca na uczelnię, na studia. W ostatnim odcinku Blanka ma urodziny. Jednak zabawę przerywa Nika, która oznajmia siostrze, że ich mama nie żyje.

## Obsada
- Maria Konarowska − Blanka Kowalczyk
- Katarzyna Skrzynecka − Anna Furman, modelka, szefowa Blanki
- Małgorzata Pieczyńska − Elżbieta Kowalczyk, matka Blanki
- Piotr Polk − Konrad Kowalczyk, ojciec Blanki
- Krystyna Tkacz − Mirosława Kowalczyk, matka Konrada, babcia Blanki
- Mariusz Witkowski − Jacek Topolski, pierwsza miłość Blanki
- Iwona Drożdż − Patrycja Bereś, przyjaciółka Blanki
- Janusz Chabior − Maciej Furman, mąż Anny
- Łukasz Sztandara − Dominik Kubicki „Serdel”, przyjaciel Blanki
- Andżelika Piechowiak − Kamila, siostra Dominika
- Anna Nehrebecka-Byczewska − Bożena, kierowniczka przedszkola w Kalinowie
- Ireneusz Czop − Robert Walczak, komendant policji z Kalinowa
- Bernadetta Machała-Krzemińska − Justyna Walczak, żona Roberta
- Monika Kwiatkowska − Blanka Bieńkowska – Kęcka, prawniczka
- Przemysław Redkowski − Ryszard Dolny, mechanik z warsztatu Konrada
- Remigiusz Jankowski − Grzegorz Kruk, mechanik z warsztatu Konrada
- Janusz Michałowski − Kazimierz Malewski, kucharz Mirosławy
- Krystyna Kołodziejczyk − Jadwiga Malewska, siostra Kazimierza
- Aleksandra Kisio − Ewa, była narzeczona Maksa
- Andrzej Niemirski − Platzer, przyjaciel Konrada
- Iwona Sitkowska − Dorota, dziewczyna Dominika
- Mirosław Konarowski − Paweł Filipowicz, biologiczny ojciec Blanki
- Natasza Sierocka − Katarzyna Wójcik, biologiczna matka Blanki
- Ewa Telega − Natasza, partnerka Pawła Filipowicza
- Julia Rosnowska − Nika, przyrodnia siostra Blanki, córka Katarzyny Wójcik
- Filip Bobek − Maks, były narzeczony Ewy
- Grzegorz Stosz − Szymon, chłopak Blanki
- Andrzej Szczytko − Bielawski
- Artur Łodyga − szef agencji
- Marcin Sitek − elektryk
- Karol Stępkowski − rektor
- Diana Kadłubowska − pani mecenas
- Sławomir Jóźwik − Marcello

## Produkcja
- Scenariusz – Ariadna Lewańska
- Reżyseria – Jerzy Łukaszewicz, Marcin Ziębiński, Radosław Piwowarski, Kazimierz Tarnas, Robert Wichrowski, Teresa Kotlarczyk
- Muzyka – Seweryn Krajewski
- Montaż – Jacek Stanclik, Wanda Zeman
- Zdjęcia – Krzysztof Wawrzyniak
- Scenografia – Teresa Gruber
- Kostiumy – Elżbieta Kuśnierz, Anna Ostapińska
- Charakteryzacja – Magdalena Wcisło, Dorota Orzechowska
- Kierownik produkcji – Łukasz Rogalski
- Współpraca produkcyjna – Beata Pisula, Maja Grudzińska
- Producent wykonawczy – TELEMARK Sp. z o.o.